# Bogdan Miś
Bogdan Wiktor Miś (ur. 24 grudnia 1936 w Warszawie, zm. 1 lipca 2023) – polski dziennikarz i popularyzator nauki, z wykształcenia matematyk.

## Życiorys

### Czasy PRL
W 1959 ukończył matematykę na Uniwersytecie Warszawskim. Pracował jako operator i programista przy pierwszym polskim komputerze mainframe (XYZ, 1958–1961). W 1960 napisał dla XYZ pierwszą polską grę komputerową Kółko i krzyżyk.
Był asystentem na Wydziale Matematyki Uniwersytetu Warszawskiego i na Wydziale Elektroniki Politechniki Warszawskiej. Pracował także w Instytucie Matematycznym Polskiej Akademii Nauk oraz jako wykładowca w Wyższej Szkole Ubezpieczeń i Bankowości, w Akademii Filmu i Telewizji i w Wyższej Szkole Stosunków Międzynarodowych i Amerykanistyki.
Należał do Polskiej Zjednoczonej Partii Robotniczej od roku 1969 do jej rozwiązania w 1990. W partii tej pełnił funkcje na średnim szczeblu, był też lektorem jej Komitetu Centralnego.
Dziennikarsko zadebiutował w roku 1961 artykułem przeglądowym w „Problemach” o możliwościach i konstrukcji maszyny XYZ. W latach 1961–1981 współpracował (oraz od 1971 pracował etatowo) z Telewizją Polską; z programu Telewizji Polskiej odszedł jako I zastępca dyrektora programowego. Został zwolniony w wyniku negatywnej weryfikacji. Zajmował się głównie popularyzacją nauki, programami dla młodzieży oraz teleturniejami.
Od roku 1967 dziennikarstwo stało się jego głównym zajęciem. Pracował bądź współpracował z wieloma agencjami, pismami i rozgłośniami radiowymi; m.in. cykl felietonów o informatyce publikowanych w „Życiu i Nowoczesności” stał się pierwszą z jego 20 książek. Wiele lat kierował działem nauk ścisłych „Problemów”.
W stanie wojennym redagował miesięcznik Związku Ochotniczych Straży Pożarnych „Strażak”.

### Czasy III RP
W latach 1992–1996 zorganizował i redagował polską edycję miesięcznika „PC Magazine”, potem był krótko redaktorem naczelnym „Informatyki”, a w późniejszym czasie kierował działem matematyki i informatyki w „Wiedzy i Życiu”.
Na emeryturze był nadal czynny zawodowo, pisał na zasadzie wolnego strzelca i uczył młodzież zawodu dziennikarskiego. Członek Komitetu Prognoz „Polska 2000 plus” przy Prezydium Polskiej Akademii Nauk. Współpracował z serwisem racjonalista.pl.
Zmarł 1 lipca 2023. 10 lipca, po uroczystościach w domu pogrzebowym, został pochowany w kolumbarium na cmentarzu Wojskowym na Powązkach (kwatera Q12L-III-5).

### Życie prywatne
Był żonaty z Teresą, mieli syna Michała.

## Poglądy
Dołączył do PZPR w zgodzie z własnymi przekonaniami, szczerze wyznawał ideologię partii, czego sam nie uważał za ujmę. Od momentu objęcia władzy w Polsce przez Prawo i Sprawiedliwość w 2015 roku wielokrotnie krytykował politykę uprawianą przez rząd na łamach portalu „Studio Opinii”, szczególnie w zakresie:
- naruszeń praworządności,
- reform sądownictwa,
- ustępstw na rzecz Kościoła katolickiego,
- kreowania negatywnego wizerunku Unii Europejskiej w mediach publicznych[13].

Był zwolennikiem pozostawienia matematyki jako obowiązkowego przedmiotu na egzaminie maturalnym, porównując konieczność znajomości podstawowych zagadnień nauk humanistycznych i ścisłych do mycia rąk i nóg.

## Publikacje
- Od Abaka do Eniaca, czyli jak człowiek nauczył maszyny liczyć. Krajowa Agencja Wydawnicza, 1974, s. 111.
- Bogdan Miś: Telewizja z przodu i z tyłu. Wydawnictwo Harcerskie „Horyzonty”, 1975, s. 24.
- Sekrety telewizji. Wydawnictwa Radia i Telewizji, 1978, s. 183.
- Teleturniej bez tajemnic. Wydawnictwa Radia i Telewizji, 1979, s. 199.
- Ku myślącym maszynom. Krajowa Agencja Wydawnicza, 1981, s. 132.
- Przypomnij sobie: podstawowe pojęcia z matematyki dla liceum: symbole, definicje, związki. Wydawnictwa Radia i Telewizji, 1987, s. 29.
- Tajemnicza liczba e i inne sekrety matematyki. Warszawa: Wydawnictwa Naukowo-Techniczne, 2008, s. s. ISBN 978-83-204-3364-7.
- Bogdan Miś: Nowe ślady Pitagorasa. Książka o matematyce. Wydawnictwo BTC, 2011, s. 216. ISBN 978-83-602-3375-7.